# Niek Michel
Nicolaas Johannes Michel (Velsen, 30 settembre 1912 – 24 giugno 1971) è stato un calciatore olandese, di ruolo portiere.